# Fundació Sant Hospital de la Seu d'Urgell
Fundació Sant Hospital de la Seu d'Urgell és un hospital situat a la Seu d'Urgell i l'únic centre hospitalari de la ciutat i de la comarca de l'Alt Urgell. És un centre de la Regió sanitària Alt Pirineu i Aran, tot i que és de propietat privada forma part de la xarxa hospitalària d'utilització pública.

## Història

### Antecedents[calcitació]
La primera referència de l'existència d'un hospital a la Seu d'Urgell és l'any 1059 a l'entorn de la Catedral d'Urgell de Sant Ermengol. L'impuls de la construcció de la nova catedral pel bisbe Sant Ot, provoca el canvi d'ubicació del primer hospital.
Al segle xii hi havia dos hospitals a la ciutat: l'Hospital de pobres, hereu del primitiu i gestionat per l'església; i l'Hospital dels prohoms, més tard Hospital de la vila, gestionat per la burgesia.
Al segle xv apareix la menció de l'Hospital de la vila als llibres dels actes del consolat municipal i es parla del model mixt de gestió de l'hospital dirigit pels canonges i els cònsols de la ciutat. Aquest es va fer petit i al costat de l'església de Santa Eulàlia es va començar un altre hospital.
Fins llavors els representants de la ciutat celebraven els seus consells al claustre de la Catedral. El nou Hospital ocupava una planta de l'edifici de la Casa de la Ciutat i les dues institucions van coexistir fins al segle xviii.
L'any 1561 un gran incendi la nit de Carnestoles va cremar l'hospital i un any després tornava a funcionar. A causa de convertir-se en plaça forta al segle xvi i la presència de soldats va interferir en el tarannà de l'hospital. Tant que s'arribaren a portar dues comptabilitats separades fins que finalment al segle xviii es va dur l'hospital de civils a una altra banda.
El de civils fou traslladat a un edifici on hi havia hagut la Casa dels Infants Orfes. A finals del segle xviii es varen fer obres importants a l'Hospital vell (a la Casa de la Ciutat) i en un Hospital nou que, acabada la Guerra del Francès, i sense la presència massiva de soldats, es va tancar. A causa de la desamortització de Mendizàbal, els frares agustins van abandonar el seu convent.

### L'actual hospital
L'Ajuntament va demanar la cessió del convent de Sant Agustí per convertir-lo en hospital. La Junta gestora va proposar que les infermeres fossin monges professes i així fou com, a proposta del bisbe, va arribar a la Seu d'Urgell la mare Janer (Anna Maria Janer Anglarill), a mitjans del segle xix i es va construir també el convent de monges de la Sagrada Família d'Urgell.
Aquesta és la definitiva ubicació de l'Hospital de la Seu, a on antigament hi havia hagut el convent de Sant Agustí, l'església actualment és la Biblioteca de Sant Agustí.
A les darreries del segle xx, i impulsat per la celebració dels Jocs Olímpics d'Estiu de 1992 de Barcelona, i la nominació de la Seu d'Urgell com a subseu Olímpica, l'Hospital visqué una gran transformació, amb ampliació de llits, que el situa en el seu estat actual.